# HMS Umeå (T137/R137)
HMS Umeå (T137/R137) ingick i svenska flottan och sjösattes 15 januari 1975. HMS Umeå byggdes på Karlskronavarvet och togs i bruk i flottan den 15 maj samma år. Det finns 11 systerfartyg i samma klass och dessa utgör den största investering som svenska marinen någonsin gjort på ett visst marint vapensystem. Fartyget var en torpedbåt av Norrköping-klass som 1985 konverterades till robotbåt och fick då beteckningen R137 istället för T137. Vid konverteringen försågs samtliga fartyg i klassen med moderna Svenskutvecklade robotsystem och nya elektroniska vapensstyrssystem. Robotsystem 15 implementerades 1985. De var försedda med radarmålsökare och med en avancerad ballistik en räckvidd på mer än 100 km. Robotbåtarna måste betraktas som mycket lyckade. det är ytterst tveksamt om det någonsin i världen finns ett marint vapensystem med samma klass på ett så pass litet fartyg (230 ton). Med tre stycken Rolls-Royce Proteus gasturbiner på sammanlagt cirka 12 750 hk uppnåddes mer än 40 knop.
Efter utrangeringen 1998 skrotades hon i Danmark